# مونيك وليامز
مونيك وليامز (بالإنجليزية: Monique Williams) هي عداءة سريعة نيوزيلندية، ولدت في 23 سبتمبر 1985 في Tokoroa ‏ في نيوزيلندا.

## وصلات خارجية
- مونيك وليامز على موقع الاتحاد الدولي لألعاب القوى (الإنجليزية)